# زاشوویتسه
زاشوویتسه (به چکی: Zašovice) یک منطقهٔ مسکونی در جمهوری چک است که در منطقه تربیچ واقع شده‌است. زاشوویتسه ۳٫۴۱ کیلومتر مربع مساحت و ۱۰۸ نفر جمعیت دارد و ۶۱۰ متر بالاتر از سطح دریا واقع شده‌است.